# Solanum crinitipes
Solanum crinitipes är en potatisväxtart som beskrevs av Michel Félix Dunal. Solanum crinitipes ingår i släktet skattor som ingår i familjen potatisväxter. Inga underarter finns listade i Catalogue of Life.